# All You Want
"All You Want" là một ca khúc của nữ ca sĩ kiêm sáng tác nhạc người Anh Dido, được phát hành dưới dạng đĩa đơn thứ tư, và cũng là đĩa đơn cuối cùng từ album đầu tay của cô, No Angel. Đĩa đơn được phát hành ở định dạng đĩa mini 3" tại Anh, khiến nó không được phép tham gia các bảng xếp hạng. Tuy nhiên, đĩa đơn lại được phát hành dưới dạng đĩa CD 5" theo truyền thống ở các khu vực khác trên thế giới. Nó đạt vị trí thứ 8 tại Nga.
Bài hát được sử dụng ở cuối một tập của loạt phim Mile High.

## Danh sách bài hát
Đĩa mini phiên bản có hạn tại Anh
1. "All You Want" (Bản chỉnh sửa của đài phát thanh) - 4:03
2. "All You Want" (Bản phối lại của Divide & Rule) - 7:17
3. "All You Want" (Hát trực tiếp) - 4:13
4. "Christmas Day" - 4:03

Đĩa đơn quốc tế
1. "All You Want" - 3:53
2. "All You Want" (Bản chỉnh sửa của đài phát thanh) - 4:03
3. "All You Want" (Bản phối lại của Divide & Rule) - 3:49
4. "Christmas Day" - 4:03

## Xếp hạng
| Bảng xếp hạng (2001)                    | Thứ hạng cao nhất |
| --------------------------------------- | ----------------- |
| Russian Singles Chart                   | 8                 |
| UK Singles (The Official Chart Company) | 3                 |